# Rude Tube
A RudeTube egy brit televíziós műsor volt, amelyet a Channel 4 és testvércsatornája, az E4 sugárzott. A műsor alapvetően egy összeállítás volt, amely az interneten keringő, vírusvideókat mutatta be, általában visszaszámlálás formájában, ahol a "legjobb, legviccesebb, legextrémebb vagy épp a legnevetségesebb klipeket gyűjtötték össze.

## A műsor története és felépítése
A műsor pilot epizódja 2008 februárjában került adásba, ekkor Alex Zane humorista mutatta be. Az első teljes évadot 2008-ban sugározták az E4-en, és ekkor Matt Kirshen volt a műsorvezető. 2009-től kezdve Alex Zane vette át a házigazda szerepét a legtöbb epizódban. Johnny Vegas és Emma Frain is szerepeltek több szkeccsben a klipek között.
A RudeTube a legtöbb epizódban 50 vagy 100 top internetes vírusvideó visszaszámlálásaként funkcionált, bár az első évadban, amit Matt Kirshen vezetett, félóránként csak 20 klipet mutattak be. Az epizódokat gyakran megszakították interjúk a vírusvideók készítőivel és szereplőivel.

## Témák és népszerűség
A műsor epizódjai gyakran tematikusak voltak, olyan címekkel, mint például Animal Madness (Állati őrültségek), Epic Fails (Hatalmas kudarcok), Rude Tunes (Vaskos dallamok), Viral Ads (Vírusreklámok), Utter Pranks (Teljesen eszetlen csínyek), Extreme Rides (Extrém utazások), Daft Stunts (Ostoba mutatványok), Rude 'lympics (Durva 'limpia), Kick-Ass Animals (Mocskos állatok) és Gods of Geek (Nerd Istenek).
A RudeTube népszerűségét az adta, hogy bemutatta az internet korai éveinek ikonikus és kevésbé ismert videóit, és rávilágított arra, hogy bárki a háló sztárjává válhat egy pillanat alatt. A műsor 2008 és 2017 között futott, összesen 11 évadot élt meg, utolsó adása 2017. július 18-án volt.

## Magyar változat
Alex Zane magyar hangja: Varga Rókus. Magyarországon a DOQ kezdte sugározni 2012-ben.